# شاكر لعيبي
شاكر لعيبي (1955) فنان تشكيلي وشاعر ومؤلف عراقي. مجاز في التربية وعلم النفس عام 1977. حاصل على دبلوم الفن التشكيلي من المدرسة العليا للفنون البصرية عام 1992، وتعلم اللغة الفرنسية في جامعة جنيف. عمل في الصحافة والأدب والفن، متنقّلاً بين بيروت، وعدن، ودمشق، إلى أن أستقرّ به المقام في جنيف. من دواوينه الشعرية أصابع الحجر 1976 ونص النصوص الثلاثة 1982 واستغاثات 1984 وكيف 1998. وله مسرحيّة بعنوان حصار بيروت 1983 ورواية مترجمة بعنوان شيطان في الجنة 1986.

## سيرته
ولد شاكر لعيبي سنة 1955 في العراق. أنهى دراسته الجامعية بحصوله على بكالوريوس في التربية وعلم النفس 1973- 1977 من الجامعة المستنصرية. تعلم اللغة الفرنسية في جامعة جنيف وتخرّج من المدرسة العليا للفنون البصرية في جنيف، سويسرا 1988-1992 حتى حصل على دبلوم تشكيلي - رسم ونحت - منها. 

غادر العراق إلى بيروت ثم إلى اليمن الجنوبي ثم إلى دمشق واستقر به المقام في جنيف 1984 بعد زواجه من سويسرية مستعربة. في الوقت ذاته كرّس السنوات 1985-1999 لدراسة أكاديمية لعلم الاجتماع، خاصة علم الاجتماع الفني وتعمق في الفن الإسلامي، حاصلاً على درجة الماجستير من كلية العلوم الاجتماعية والسياسية في جامعة لوزا بسويسرا باشراف بول بو برسالته الدلالات الاجتماعية لتوقيعات الفنانين في الفن الإسلامي.

ثم حصل على دكتوراه في علم الاجتماع عام 2003 من جامعة برنستون الأمريكية. تخصَّصَ في الفن والحضارة من وجهة نظر علم الاجتماع، منهياً بحثه للدكتوراه المكتوب بالفرنسية عن الفن الإسلاميّ، الفنّانون والحرفيون: مقاربة سوسيولوجية عن الفنّان مجهول الهوية، من جامعة لوزان برعاية أستاذه السويسري إضافة إلى المتخصص المعروف البروفسور أوليغ غرابر الأستاذ في جامعة برنستون الأمريكية. ترجم الأطروحة إلى العربية مؤخراً عبد النبي ذاكر وصدرت عن المؤسسة العربية.

يعمل منذ عام 2004 أستاذاً مساعداً في جامعة قابس، تونس، ومنذ عام 2018 أستاذاً زائراً في العديد من الجامعات.

وقد عمل خلال تنقلاته بالصحافة والأدب، كما اشتغل بفن الرسم. وإقام سلسلة من المعارض التشكلية في جنيف وتونس وبرلين ولندن وغيرها.

## جوائزه
- 1996: جائزة مدينة أنكونا (Voici Nostre. Amici dell'Arte e della Cultura) عن أفضل نص أجنبي مترجم إلى الإيطالية.[7]

## مؤلفاته
له كتابات في الصحف العربية والأجنبية. نشر العديد من المؤلفات باللغة العربية واللغة الفرنسية

### مجموعات شعرية
- أصابع الحجر، ديوان شعر، 1976
- نص النصوص الثلاثة، ديوان شعر، 1982
- استغاثات، ديوان شعر، 1984
- بلاغة، نص وعشرون تخطيطاً، شعر ورسم، 1988
- ثمة الحرس أيتها الغالية
- كيف، ديوان شعر، 1997
- الشرق المؤنت أو عُريٌ عربي
- ميتافيزيك"، 1996،
- عقيق مصري. 2006.
- جذور وأجنحة. 2007.[8]
- عزلة الحمل في برجه. 2007.
- الأدنى والأقصى، ديوان شعر، 2013
- الحجر الصقيلي، ديوان شعر.
- قصائد المرأة حاملة الستارة. 2015.
- المجموعة الشعرية الكاملة : شاكر لعيبي - الجزء الأول. 2018.
- المجموعة الشعرية الكاملة : شاكر لعيبي - الجزء الثاني. 2018.
- الطائر يطير، لا ينتظر أحداً. 2021.

### ترجمات
- شيطان في الجنة، رواية مترجمة، 1986.
- له المجد، قصيدة مترجمة، إيليتس، 1992
- مشاطرة شكلية، رينيه شار، 1995.
- ريلكه الأعمال الشعرية الكاملة. 2008.
- أنطولوجيا الحب: شذرات الذهب في الحب والمحب. 2014.[9]
- عمل الشاعر: مختارات شعرية، فيليب جاكوتيه. 2020.

### دراسات نقدية
- حصار بيروت 1983، مسرحيّة

- الفن الإسلاميّ والمسيحية العربية، 2001.
- لغة الشعر: دراسات في الشعرية والشعراء. 2003.
- خرافة الخصوصية في التشكيل العربي المعاصر. 2003.
- الشاعر الغريب في المكان الغريب: التجربة الشعرية في سبعينات العراق. 2003.[10]
- حسرة الياقوت في حصار بيروت. 2003.
- شعرية التنافذ: ريلكة وتقاليد الشعر العربي. 2004.
- العمارة الذكورية: فن البناء والمعايير الاجتماعية والأخلاقية في العالم العربي، 2005
- الخط العربي: نظريّة جماليّة وحرفة يدويّة، 2007.
- الفن والحرف الفنية لدى ابن خلدون 2009-2010.
- السريالي الاول: أبو العبر الهاشمي. 2011.[11]
- المستحمات في ينابيع عشتار. 2012.[12]
- ضياء العزاوي : مونوغرافيا. 2013.
- رواد قصيدة النثر في العراق : محاولة للتأصيل. 2013.[13]
- المبهج المعرفي : شعريات أدب الرحلة. 2013.
- المعماري والرسام : هل تأثر لار ديكو بالعمارة العثمانية المتأخرة؟. 2014.
- تصاوير الإمام علي: مراجعها ودلالاتها التشكيلية، 2015
- الشعر الأيروتيكي النسوي الشفاهي في العالم العربي: تأصيل ونصوص. 2016.
- جماليات الباب العربي : الدلالة الرمزية، والوظيفة الشعبية والبعد التشكيلي. 2017.
- معجم الأمثال الصينية: مُقاربة عربية للشعريات الصينية. 2017. صدر ضمن سلسلة كتاب مجلة «الفيصل».
- العمارة السوريالية: قراءة معمارية وجمالية في عمارة مطماطة وتطاوين وجبل نفوسة. 2018.
- الفن الإسلامي: سوسيولوجيا الفنان الغفل. 2020.
- بيكاسو المالقي وفن المستعربين الأندلسيين. 2020.
- محمد غني حكمت. 2021.
- بلاغة اللغة الأيقونية. 2021.
- حسين بن علي المطريّ العزاوي- رسام عربي مجهول. 2021.
- عمارة الخراب: الزائل والمؤقت في عمارة بلاد الرافدين. 2021.
- غوديا السومري: اختراع فن البورتريه في تاريخ الفن. 2021.
- تحطيم التماثيل في فضاءات العالم العربي العامة. 2021.
- تاريخ الفن حسب لسان العرب. 2021.[14]
- تصاوير العري في الفن الإسلامي جوهر أم عرض؟. 2022.

### تحقيق
- وحقق رحلة ابن فضلان 921م،[15] 2003 ورحلة المقدسي (أحسن التقاسيم في معرفة الأقاليم) 2003. ورحلة ابن بُطلان 1049م 2005. ورحلات أبي دلف المسعري 2017.

## وصلات خارجية
- في أرشيف المجلات
- في موقع الشعر